# Corydalis luquanensis
Corydalis luquanensis är en vallmoväxtart som beskrevs av H. Chuang. Corydalis luquanensis ingår i släktet nunneörter, och familjen vallmoväxter. Inga underarter finns listade i Catalogue of Life.